# Pulzni reaktivni motor
Pulzni reaktivni motor (ang. Pulse jet engine ali Pulsejet) je tip reaktivnega motorja, pri katerem poteka zgorevanje v pulzih. Da se jih zgraditi z malo ali pa celo brez gibljivih delov.Za razliko od potisne cevi lahko deluje tudi pri majhni hitrosti oziroma statično.
Pulzjeti so po teži lahki pogonski stroji, vendar imajo po navadi majhno kompresijsko razmerje in zato majhen izkoristek (specifični impulz). Študirajo se tudi pulzni detonacijski motorji, kjer bi z detonacijami dosegli večjo kompresijo in izkoristek.

## Tipi
Obstaja dva glavna razreda:
- Pulzjeti z ventili uporabljajo mehanske ventile, ki nadzoruje tok izpušnih plinov in vhod zraka in goriva skozi vstopnik. Ventil preprečuje, da bi izpušni plini se mešali z vstopno mešanico. Vendar kljub temu pride do majhnega mešanja, posebej pri majhni hitrosti, ker se ventil ne more zapreti dovolj hitro.
- Pulzjeti brez ventilov nimajo gibljivih delov, kontrola izpušnih plinov se doseže z oblikovanjem (geometrijo) cevi.

## Zgodovina
Ruski artilerijski oficir N. Teleshov je patentiral pulzjet že leta 1864. Ta motor naj bi izumil tudi švedski izumitelj Martin Wiberg, ni povsem jasno kdo ga v resnici izumil.
Prvi delujoči pulzjet je patentiral ruski inženir V.V. Karavodin leta 1906.